# ميريام يانغ
ميريام يانغ (بالصينية: 楊千嬅) هي مغنية وممثلة صينية، ولدت في 3 فبراير 1974 بهونغ كونغ في الصين.

## اعمال

### افلام
- ثلاث... متطرفين (2004)

## وصلات خارجية
- ميريام يانغ على موقع IMDb (الإنجليزية)
- ميريام يانغ على موقع ميوزك برينز (الإنجليزية)
- ميريام يانغ على موقع ديسكوغز (الإنجليزية)
- ميريام يانغ على موقع قاعدة بيانات الفيلم (الإنجليزية)